# SBB BDe 4/4
Die BDe 4/4 sind elektrische Personen- und Gepäck-Triebwagen der Schweizerischen Bundesbahnen, kurz SBB. Es wurden insgesamt 31 Triebfahrzeuge dieser Bauart hergestellt. Anfänglich, und dies bis 1956, wurden sie als CFe 4/4 bezeichnet.

## Geschichte
Infolge der Notelektrifizierung diverser Nebenstrecken während des Zweiten Weltkrieges fehlte den SBB ein geeignetes Triebfahrzeug für den Einsatz vor den Regionalzügen auf den nun elektrifizierten Nebenstrecken. So bestellten die SBB 1949 die ersten 13 Fahrzeuge dieser Baureihe. Im Jahr 1952 wurde eine Nachbestellung von 18 Stück getätigt, so dass die gesamte Serie 31 Fahrzeuge umfasste. Diese Fahrzeuge wurden zwischen 1952 und 1955 den SBB übergeben. Die grosse Ausrangierwelle begann 1995, als immer mehr RBDe 4/4 verfügbar wurden, durch welche die BDe 4/4 in ihren Diensten abgelöst wurden. In ihrer letzten Leistung als regulärer Personenzug befuhren die Triebwagen die Strecke Olten – Läufelfingen – Sissach. Kurz vor der endgültigen Ausserbetriebnahme 1997 wurden noch zwei Triebwagen an die OeBB verkauft, die sie im Güterzugsverkehr einsetzte. Sie konnten dort aber auch als Reservefahrzeuge den RBDe-Pendelzug im Personenzugdienst ersetzen. 2013 verkaufte die OeBB ihre BDe 4/4 an den Verein Depot und Schienenfahrzeuge Koblenz (DSF).

## Technik

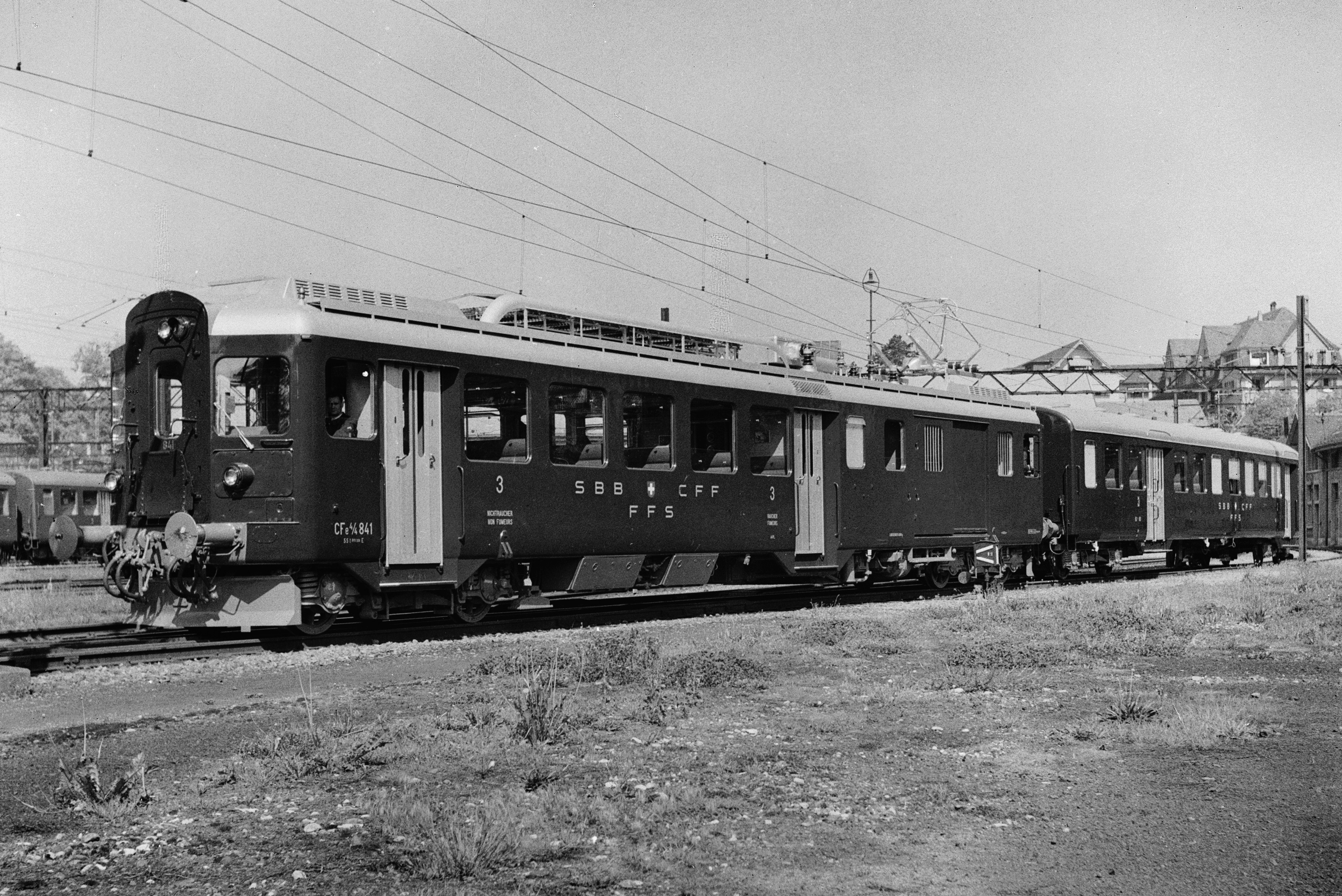
Ansicht eines CFe 4/4 Triebwagens mit einem BCt Steuerwagen, ca. 1960

Typenskizzen der ursprünglichen CFe 4/4 841–853

Der Triebwagen besitzt beidseitig einen Führerstand mit Stirntüre, die Faltenbälge konnten in Kästen versenkt werden. Die BDe 4/4 konnten zusammen mit den entsprechenden Steuerwagen als Pendelzüge verkehren. Bei einigen Triebwagen wurden anlässlich von Umbauten die Türen auf der Gepäckabteilseite zugeschweisst.
Der Triebwagen ist für sitzende Bedienung eingerichtet und besass als erstes Fahrzeug der SBB einen elektrischen Geschwindigkeitsmesser. Er war das erste Fahrzeug, bei dem bei Auslieferung die Sicherheitssteuerung mit einer Wachsamkeitskontrolle verbunden war.
Der 110 km/h schnelle Triebwagen besitzt von der SBB Re 4/4 I abgeleitete Drehgestelle. Diese besitzen einen geschweissten Rahmen und Blattfedern. Unter dem selbsttragenden Kasten ist der ölgekühlte Transformator angebracht. Unter dem Wagenkasten befinden sich auch der Ventilator für die Ölkühlung, der Luftkompressor, der Umformer für die Steuerspannung und die Batteriekästen. Auf dem Dach befinden sich über dem Drehgestell des Gepäckabteils ein Stromabnehmer und die Bremswiderstände. Anfänglich war auf der Personenabteilseite Platz freigehalten worden, um einen zweiten Stromabnehmer montieren zu können, auf diese Option wurde allerdings nie zurückgegriffen, so dass beim Umbau dieser freie Platz für die Bremswiderstände verwendet wurde. Der Drucklufthauptschalter befindet sich in einem Kasten auf dem Dach. Die Ventilatoren für die Fahrmotoren befinden sich ebenfalls auf dem Dach über den Führerständen. Alle Fahrmotoren wurden von der MFO geliefert und die beiden Fahrmotoren in dem jeweiligen Drehgestell in Serie geschaltet. Für jedes Drehgestell war ein Trennhüpfer und ein elektropneumatisch betätigter Wendeschalter vorhanden. Die Hüpfer sind zusammen mit dem Wendeschalter und Bremsumschalter in einem Apparateschrank neben dem Gepäckraum untergebracht. Dieser Schrank bildet zusammen mit dem gegenüberliegenden WC den Durchgang zum Gepäckabteil. Der Durchgang besitzt nur auf der Personenabteilseite eine Türe und befindet sich zwischen dem Gepäcktor und der mittigen Einstiegstüre. Das Personenabteil besitzt je Längsseite fünf Fenster und ist als Grossraumabteil mit einer Zwischenwand in ein Raucher- und Nichtraucherabteil unterteilt. Die mit Kunstleder überzogenen gegenüberliegenden Sitzbänke in der Anordnung 2 -2 bieten insgesamt 40 Sitzplätze (16 Raucher, 24 Nichtraucher).
Jedes Drehgestell besitzt einen Bremszylinder, welcher über das Bremsgestänge mit dem automatischen Gestängesteller mit den acht Bremssohlen verbunden ist, die sich auf beiden Seiten jeden Rades befinden. Die Spindelhandbremse jedes Führerstandes wirkt auf alle Bremssohlen des darunterliegenden Drehgestells.

## Einsatz
Die Triebwagen wurden zusammen mit Leichtstahlwagen eingesetzt, mit denen sie ein harmonisches Bild abgaben. Denn nicht nur die Fensterunterteilung und Höhe stimmten überein, sondern auch die seitlichen Schürzen. Mit den entsprechend eingerichteten Zwischen- und Steuerwagen konnten Pendelzüge gebildet werden. Auch der Einsatz von EW I und EW II als Zwischenwagen ist möglich. Es ist für die Bildung von Pendelzügen bei den Zwischenwagen eine Vielfachsteuerleitung des Typs III erforderlich.
Für den Einsatz zusammen mit den BDe 4/4 waren folgende Steuerwagen eingerichtet:
- ABt 50 85 37-03 900–919
- ABt 50 85 38-33 906–921
- ABt 50 85 38-33 930–937
- Bt 50 85 28-33 900–905
- Bt 50 85 29-33 900–902

Die Depotstandorte waren vor allem Lausanne, Olten und Winterthur, zwischen denen die Triebwagen lebhaft hin und her verschoben wurden. Daneben waren drei Triebwagen eine Zeitlang im Depot Bellinzona anzutreffen. Eingesetzt wurden sie im Laufe ihrer Einsatzdauer so gut wie auf jeder Strecke der SBB, daneben auch auf vielen Privatbahnstrecken. So wurde ein BDe 4/4 Triebwagen in einem Pendelzug für die Direkte Linie, entsprechend dem heutigen Voralpen-Express, der auch die  50 ‰ Rampen der Südostbahn befuhr eingesetzt, bevor die SBB für diesen Dienst einen RBe 4/4 zur Verfügung hatte.
Als Besonderheit darf sicher der 1953 eingeteilte Vorspanndienst vor dem Güterzug 805 und den Schnellzügen 57, 65 und 67 auf der Gotthard-Südrampe erwähnt werden. Denn dafür war der Triebwagen eigentlich nicht gebaut worden, doch wegen der angespannten Triebfahrzeugsituation zu dieser Zeit wurde verwendet, was zur Verfügung stand.

## Erhaltene Fahrzeuge
- BDe 4/4 Nr. 1632 gehört Stauffer Schienen- und Spezialfahrzeuge in Frauenfeld, stand seit 2017 in Birmensdorf abgestellt, wurde am 26. Oktober 2022 nach Winterthur überführt, wo er wieder betriebsfähig aufgearbeitet werden soll.[1]
- BDe 4/4 Nr. 1643 seit 1996 als historisches Fahrzeug ausgewiesen, und der SBB Historic zugeteilt.
- BDe 4/4 Nr. 1646 ehemals Schulreferentenzug (Schwalbe), der stark umgebaute Triebwagen wird seit 2005 von der SBB Historic betreut, welche ihn oft als Filmfahrzeug und für Führerstandfahrten einsetzt.